# Eerste Kamerverkiezingen 2015/Kandidatenlijst/OSF
De kandidatenlijst van de OSF voor de Eerste Kamerverkiezingen 2015 werd op 30 april 2015 definitief vastgesteld door het centraal stembureau voor deze verkiezingen.
1. Hendrik ten Hoeve (m) Stiens
2. Jan van der Starre (m) Heerhugowaard
3. Mariska Sloot (v) Haren Gn
4. Marien Weststrate (m) Krabbendijke
5. Mirjam Hamberg (v) Alkmaar
6. Theunis Rienk Piersma (m) Witmarsum
7. Henk Hoiting (m) Zuidwolde
8. Cees van Mourik (m) Gaastmeer
9. Cees Lambers (m) Eelde
10. Harry Visser (m) Bussum

VVD · PVV · CDA · D66 · GroenLinks · SP · PvdA · ChristenUnie · Partij voor de Dieren · 50PLUS · SGP · OSF